# Anca Tănase
Anca Tănase (Bunești, 15 de marzo de 1968) es una deportista rumana que compitió en remo. Su esposo, Iulică Ruican, compitió en el mismo deporte.
Participó en los Juegos Olímpicos de Atlanta 1996, obteniendo una medalla de oro en la prueba de ocho con timonel. Ganó cinco medallas en el Campeonato Mundial de Remo entre los años 1989 y 1997.

## Palmarés internacional
| Juegos Olímpicos   | Juegos Olímpicos              | Juegos Olímpicos  | Juegos Olímpicos   |
| Año                | Lugar                         | Medalla           | Prueba             |
| ------------------ | ----------------------------- | ----------------- | ------------------ |
| 1996               | Atlanta (Estados Unidos)      | Medalla de oro    | Ocho con timonel   |
| Campeonato Mundial |                               |                   |                    |
| Año                | Lugar                         | Medalla           | Prueba             |
| 1989               | Bled (Yugoslavia)             | Medalla de oro    | Ocho con timonel   |
| 1994               | Indianápolis (Estados Unidos) | Medalla de bronce | Ocho con timonel   |
| 1995               | Tampere (Finlandia)           | Medalla de plata  | Ocho con timonel   |
| 1997               | Aiguebelette (Francia)        | Medalla de oro    | Ocho con timonel   |
| 1997               | Aiguebelette (Francia)        | Medalla de plata  | Cuatro sin timonel |